# 늑목

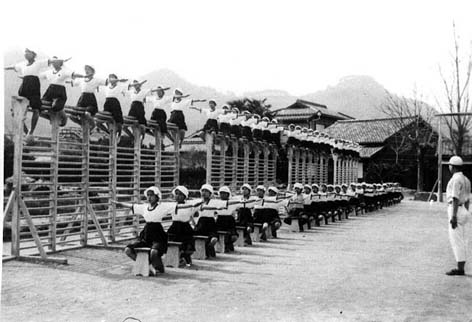
1941년 일본 학교 운동장의 늑목. 여학생들이 체조를 하고 있다.

늑목(肋木, wall bars)은 나무 기둥 사이에 가로대를 여럿 달아서 사다리 모양으로 만든 놀이기구 또는 체조기구이다. 스웨덴 체조의 대표적 기구이기도 하다.